# Nawal (nhạc sĩ)
Nawal là một nhạc sĩ từ Comoros, âm nhạc dựa trên những ảnh hưởng truyền thống của Comoros và kết hợp âm thanh từ văn hóa châu Phi và Ả Rập.
Sinh ra trong một gia đình âm nhạc, cô lớn lên với những âm thanh như dhikr (Sufi tụng kinh) trong các nhà thờ Hồi giáo, nhạc twarab và nhạc phổ biến từ sóng phát thanh. Cô pha trộn nhịp điệu của Comorian với đa âm bantu, âm thanh Ấn-Ả Rập-Ba Tư và Sufi tụng kinh thành một phản ứng tổng hợp dựa trên rễ âm thanh. Cô ấy chơi nhiều nhạc cụ, bao gồm cả guitar và qanbūs. Cô hát bằng tiếng Comoros, tiếng Ả Rập, tiếng Pháp và tiếng Anh.

## Danh sách đĩa hát
- 2001: Kweli
- 2007: Aman